# Kanton Sainte-Anne-2
Der Kanton Sainte-Anne-2 war bis 2014 ein französischer Wahlkreis im Übersee-Département Guadeloupe im Arrondissement Pointe-à-Pitre. Er umfasste einen Teil der Gemeinde Sainte-Anne.